# Bronchales
Bronchales est une commune d’Espagne, dans la province de Teruel, communauté autonome d'Aragon, comarque de la Sierra de Albarracín.
Bronchales est connue par sa forêt de pins (une des mieux conservées d'Espagne), ce qui en fait un centre de vacances pour de nombreuses familles aragonaises et de la voisine communauté valencienne, cependant la plupart des terres de la commune sont défrichées et cultivées.

## Géographie
À 1 569 mètres d'altitude, Bronchales est un des villages les plus hauts d'Espagne. On trouve de nombreuses sources dans le voisinage, leurs eaux sont de très bonne qualité.

## Histoire

### Antiquité
Bronchales, aujourd'hui zone de vacances estivales par excellence, a des origines primitives. Quelques fouilles témoignent l'existence d'habitations ibères dans la zone.
Pendant la période romaine on y trouve des poteries en terra sigillata dans la propriété appelée « El Endrinal », qui par son extraordinaire argile, est excellente pour la fabrication de poterie de bonne qualité. De même, l'eau est abondante dans les ravins El Manzano et El Salobral, en plus de combustible pour les fours. On conserve 32 moules en fragments.

### Moyen Âge
Pendant l'occupation musulmane, on peut penser que Bronchales appartenait au royaume de taïfa de Béni-Razin, mais une pièce de monnaie trouvée au château de Santa Bárbara (à présent cimetière) nous parle du royaume de Saragosse. C'est un dirham en argent du roi taïfa de Saragosse, Ahmad ibn Sulayman al-Muqtadir de l'an 440 de l'Hégire musulmane (année 1057 du calendrier grégorien). On peut en déduire que Bronchales appartenait au royaume de taïfa de Saragosse.
Après la reconquête on trouve Bronchales dans le Cantar del Mio Cid, verset 1475.
Tous ces royaumes furent obligés de devenir vassaux par le pouvoir militaire chrétien. De plus quand l'intrépide navarrais Pedro Ruiz de Azagra en 1171 christianisa Albarracín et sa sierra. Le curé de Bronchales (Roncales) apparaît comme l'un des sept curés du diocèse d'Albarracín au serment de son premier évêque Martin.
Le 21 juin 1257, par privilège du roi Jacques Ier donné à Teruel, ce lieu passa à faire partie de la Sesma de Bronchales, dans la communauté de Santa María de Albarracín, qui dépendait directement du roi. Ce régime administratif a perduré, et cette communauté est la seule qui a survécu au décret de dissolution, en 1837, le siège actuel se trouve à Tramacastilla.

### Période moderne
Son église était romane à l'époque, située probablement à côté du château et dédiée à sainte Barbara, transformée par l'art gothique aux XIVe siècle et XVe siècle. Finalement entre 1624 et 1689 on achève la paroisse actuelle qui est dédiée à l'Assomption de Notre-Dame.

## Démographie
La population est de 483 habitants (INE 2009).
C'est une des municipalités les plus peuplées de la Sierra de Albarracin, étant donné que cette comarque aragonaise a une des densités de population plus faibles d'Europe. Seules Albarracín et la voisine Orihuela del Tremedal dépassent Bronchales en habitants.

## Économie
La principale base de l'économie de la région est l'agriculture, principalement les céréales, et l'élevage, ovin comme bovin. Le tourisme centré principalement dans les mois d'été est aussi important.
Il existe une petite zone industrielle ou l'on trouve une usine de mise en bouteille d'eau minérale et un séchoir artificiel de salaisons utilisé pour la filière de transformation Jamón Serrano.
De la cuisine du terroir, on peut souligner les plats typiques suivants: l'agneau, les migas a la pastora, le jambon sec de Teruel. Un plat typique mais peu connu sauf par les visiteurs est le gazpacho de Bronchales, version locale du gaspacho manchois.

## Communes limitrophes
Orihuela del Tremedal, qui a été déclarée "Ensemble historique artistique" par le bon état de conservation de la vieille ville, tout comme Rodenas et ses constructions en pierre de rodeno. Les communes voisines de Noguera de Albarracín et Pozondón et surtout la monumentale Albarracín.

## Fêtes locales
Les fêtes patronales de Bronchales se font en honneur de Notre-Dame de l'Assomption et Saint Roch. Comme dans la plupart de la géographie espagnole, les fêtes ont lieu entre le 14 et le 19 août, en dédiant chacun des jours, celui de la Vierge, de Saint Roch ou « la Sopeta » (soupe au vin), du Toro, des vachettes et du Touriste. On peut souligner un chapitre: La Sopeta, qui a lieu le soir du 16 août, festivité de Saint Roch ; cette célébration dont l'origine était la réunion des voisins sur la place du village pour déguster des tourtes arrosées de vin, c'est devenu une fête qui consiste à asperger de vin les assistants pendant le bal.
Une fois les fêtes patronales finies, commencent les fêtes organisées par et pour la Colonie Valencienne à Bronchales en honneur à La Vierge des Désemparés, patronne de Valence.
On peut souligner aussi la Semaine sainte, ou comme dans de nombreuses localités d'Aragon on montre l'identité religieuse en battant les tambours, grosses caisses ou timbales.
Une des fêtes les plus anciennes et traditionnelles de toute la Sierra de Albarracínl sont Los Mayos, la nuit du 30 avril on chante et on fête l'arrivée du printemps, on exalte la beauté féminine. L'origine de cette fête remonte aux peuples celtes, L'Arbre de mai.
Le 12 octobre on fête la Virgen del Pilar, comme chaque localité aragonaise, avec des bals, des courses de vachettes, des goûters ...

## Source
- (es) Cet article est partiellement ou en totalité issu de l’article de Wikipédia en espagnol intitulé « Bronchales » (voir la liste des auteurs).